# Morris Six
La Six è una serie di autovetture prodotta dalla Morris dal 1928 al 1954.

## Morris 6 (1928–1939)
La Morris 6 è stata introdotta nel 1928 come modello successore della Morris Oxford Six. Aveva un motore in linea a sei cilindri da 2.468 cm³ di cilindrata. Questo propulsore era a valvole laterali, ed erogava 52 CV di potenza. La carrozzeria era torpedo o berlina quattro posti. Le sospensioni erano a balestra semiellittica sia all'avantreno che al retrotreno.

## Morris Six (1931-1935)
Nel 1931 venne lanciato un nuovo modello con motore in linea a sei cilindri. Questo propulsore aveva una cilindrata minore rispetto a quella del propulsore montato sul quasi omonimo modello contemporaneo. Tale modello venne denominato Morris Six. Il propulsore della vettura aveva una cilindrata di 1.938 cm³ e derivava da quello installato sulla Oxford Six. Il modello era disponibile con un solo tipo di carrozzeria, berlina quattro porte. La velocità massima raggiunta dalla Six era di 96 km/h. Già nel 1935 il modello venne ritirato dal mercato.

## Morris Six serie MS (1948-1954)
La Morris Six serie MS è una vettura mid-size con motore in linea a sei cilindri prodotta dal 1948 al 1954. È stato il primo modello con propulsore a sei cilindri che la Morris produsse dopo la seconda guerra mondiale, durante la quale la casa automobilistica britannica convertì i propri impianti alla produzione bellica, sospendendo temporaneamente l'assemblaggio di autovetture ad uso civile. Al momento del lancio, il modello era collocato sul mercato britannico ad un prezzo di 671 sterline.
La Six serie MS è stata progettata da Alec Issigonis, ed era abbastanza simile alla Oxford MO, soprattutto per quanto concerneva la parte intorno al parabrezza e la coda. Il vano motore era più grande per ospitare il motore a valvole in testa da 2.215 cm³ di cilindrata e con carburatore SU. La potenza erogata dal propulsore era 70 CV a 4.800 giri al minuto. La Six serie MS era più lunga della Oxford MO. Il modello possedeva sospensioni anteriori indipendenti con barra di torsione, e posteriori ad assale rigido e balestre semiellittiche. Il cambio era manuale a quattro rapporti. Il modello era disponibile con un solo tipo di carrozzeria, berlina quattro porte. I freni erano idraulici a tamburo.
Un motore simile a quello della Six serie MS, ma più potente, fu installato sulla Wolseley 6/80.
Un esemplare di Six serie MS fu provato dalla rivista The Motor nel 1950. Venne registrata una velocità massima di 132,8 km/h ed un'accelerazione da 0 a 97 km/h di 22,4 secondi. Il consumo di carburante fu di 14 L/100 km. Il modello utilizzato nel test costava 671 sterline incluse le tasse.
Nel 1953 fu lanciata una versione deluxe, che era dotata di sedili in pelle ed impianto di riscaldamento.
La Six serie MS fu sostituita nel 1955 dalla Isis.